# 榊安奈
榊 安奈（さかき あんな、1986年1月16日 - ）は日本の女優、グラビアアイドル。かつての所属事務所はZONE。東京都出身。身長155cm。

## 人物・来歴
- 2004年以降の芸能活動は不明であり、所属事務所のサイトのタレント一覧からも削除された事から、引退したものと見られる。

## 主な出演作品

### ドラマ
- ヴァンパイアホスト（犬神舞 役）
- 家族になろうよ! (矢崎久美子 役)
- 怖い日曜日

### バラエティ
- Se-女!2
- グラビアの美少女（MONDO21）

### ビデオ
- Zokkone
- 安奈
- 未来図

### PV
- CASCADE「cuckoo」(1998)

### 映画
- 集団殺人クラブ Returns (2003) - 清江 役
- 渋谷怪談2 (2004)
- 美少女探偵団

### 舞台
- 風雲雄獅

## 写真集
- キスしていいですか。※オムニバス写真集
- DVD付き写真集「チャカチー」
- SUgarplUm／Smile&Serious
- ミリオンムック(榊安奈)写真集